# Zuzana Števulová

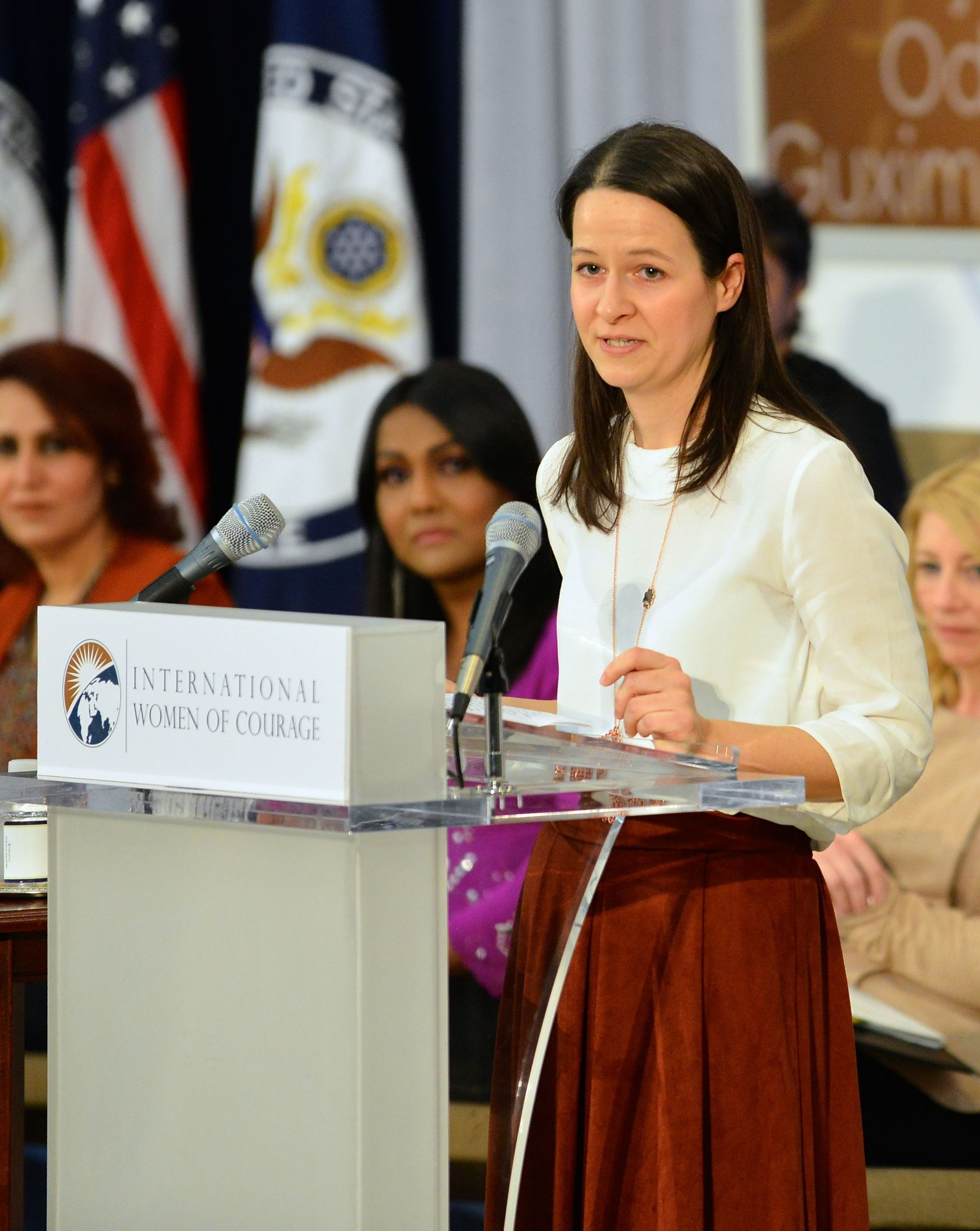
Zuzana Števulová, 2016

Zuzana Števulová (* 24. Juli 1983 in Martin, Tschechoslowakei) ist eine slowakische Juristin und Menschenrechts-Aktivistin. Sie war zehn Jahre Direktorin der Nichtregierungsorganisation Human Rights League und erhielt 2016 den International Women of Courage Award des Außenministeriums der Vereinigten Staaten.

## Leben
Števulová stammt aus Martin in der Mittelslowakei. Sie studierte Rechtswissenschaften an der Juristischen Fakultät der Universität Trnava. Ihre Schwerpunkte waren humanitäres und internationales Recht sowie der Schutz von Flüchtlingen.
Števulová arbeitete von 2005 bis 2019 als Anwältin bei der slowakischen Human Rights League (HRL), seit 2009 war sie dort Direktorin. Neben Rechtsfragen von Ausländern und Flüchtlingen widmete sie sich der Integration und den Menschenrechten im Allgemeinen. Števulová ist Mitglied des Ausschusses zur Verhütung und Beseitigung von Rassismus, Fremdenfeindlichkeit, Antisemitismus und anderen Formen der Intoleranz (Výbor pre predchádzanie a elimináciu rasizmu, xenofóbie, antisemitizmu a ostatných foriem intolerancie, VRAX), der ein beratendes Gremium der Slowakischen Regierung ist. Sie ist auch Mitglied des Verwaltungsrats des Slowakischen Nationalen Zentrums für Menschenrechte (Slovenské národné stredisko pre ľudské práva), der vom Präsidenten der Slowakischen Republik ernannt wurde.
Števulová schreibt regelmäßig Kommentare für die slowakische Tageszeitung SME und erstellt in Zusammenarbeit mit EURACTIV.sk eine Reihe von informativen Artikeln zu Migration und Asyl.
Als Direktorin der Human Rights League, die Ausländern juristische und andere Unterstützung bietet, gehörte Števulová zu den wichtigsten Verfechtern ihres Landes, die für Rechte von Flüchtlingen und Migranten eintreten. In einem Land, in dem eine hohe Zahl von Asylanträgen abgelehnt werden, hat sie zahlreiche Fälle vor dem Obersten Gerichtshof der Slowakei für ihre Klienten in Ausweisungs- und Asylverfahren gewonnen. Seit Beginn der europäischen Flüchtlingskrise hat Števulová Unterstützung und Mitgefühl für Flüchtlinge eingeworben. Sie hat die Haltung von Politikern gegenüber Flüchtlingen und Muslime kritisiert. Sie baut gesellschaftliche Vorurteile und Ängste ab, Bürgern Flüchtlinge vorstellt, die sich erfolgreich integriert haben.

## Auszeichnungen
Im Jahr 2016 erhielt Zuzana Števulová als erste slowakische Frau den “International Women of Courage Award”. Unter den vierzehn ausgezeichneten Frauen des Jahres waren auch Schanna Nemzowa aus Russland, Latifa Ibn Ziaten aus Frankreich und die Anwältin Ni Yulan, die sich in China für Bürgerrechte einsetzt. Der Preis wurde von John Kerry verliehen.
Unter Števulová Leitung gewann die Human Rights League mehrere Auszeichnungen. Im Jahr 2013 wurde sie von der Botschaft der Vereinigten Staaten in Bratislava zum Human Rights Defender of the Year ernannt, 2015 und 2016 erhielt sie Preise anderer Institutionen.

## Schriften
- Medzinárodné trestné právo a jeho vplyv na právny poriadok Slovenskej republiky.